# Heriberto Díaz
Heriberto Díaz Ornelas (* 5. Januar 1942 in Jocotepec) ist ein ehemaliger mexikanischer Radrennfahrer.

## Sportliche Laufbahn
Díaz war im Straßenradsport und im Bahnradsport aktiv. Er war Teilnehmer der Olympischen Sommerspiele 1964 in Tokio. Im olympischen Straßenrennen war er ausgeschieden. Díaz war auch Teilnehmer der Olympischen Sommerspiele 1968 in Mexiko-Stadt. Das olympische Straßenrennen beendete er auf dem 36. Platz. In der Mannschaftsverfolgung schied Mexiko mit Heriberto Díaz, Agustín Alcántara, Adolfo Belmonte und Radamés Treviño in der Qualifikation aus.
Bei den Panamerikanischen Spielen 1967 wurde Díaz Dritter im Straßenrennen. In der Vuelta de la Juventud Mexicana 1964 und in der Kuba-Rundfahrt 1968 holte er einen Etappensieg. In der Internationalen Friedensfahrt 1969 kam er auf den 50. Gesamtrang.